# Norma (série de televisão)
Norma foi uma série de televisão brasileira produzida pela TV Globo, com redação final de Maurício Arruda, com autoria de Luiz Villaça, Maurício Arruda, Carlos Gregório, Sérgio Goldberg e Sérgio Roveri, direção de Luiz Villaça e Cláudia Alves e direção geral de Luiz Villaça. Estrelada por Denise Fraga, era uma série com formato interativo, onde o público decidia os rumos de cada episódio. Tinha exibição semanal, aos domingos, logo após o Fantástico.

## Enredo
Norma (Denise Fraga) é uma pesquisadora insegura e emotiva. Se formou em psicologia para entender melhor a si mesma, mas trabalha na mesma empresa de pesquisa, onde começou como estagiária. Sem acreditar no seu potencial, acabou terminando a faculdade casada com Claudio (Cássio Gabus Mendes) e mãe da adolescente Ana (Samya Pascotto), atualmente com 16 anos. Quando Norma consegue se separar do marido, este fica sem rumo, já que nunca teve muita ambição na vida. Ele acaba voltando pra casa da mãe, Dona Helou (Eva Wilma), que tem prazer em curtir sua viuvez nas gafieiras de terça-feira. Com a rotina mudada após a volta de Cláudio, Dona Helou faz de tudo pra tentar reatar o casamento do filho e se ver livre dele. Com formato diferenciado, o programa contava com cenas gravadas com plateia no espaço do Instituto de Pesquisa (o local de trabalho de Norma), onde o público interagia com a atriz Denise Fraga e outros do mesmo núcleo e opinava sobre os temas discutidos nos episódios. A mesma interação se dava com os internautas, que também assistiam essas gravações online e pautavam os rumos da história.

## Elenco
| Ator                | Personagem    |
| ------------------- | ------------- |
| Denise Fraga        | Norma         |
| Cássio Gabus Mendes | Cláudio       |
| Eva Wilma           | Dona Helou    |
| Samya Pascotto      | Ana           |
| Augusto Madeira     | Andrade       |
| Ju Colombo          | Lúcia         |
| Fábio Herford       | Coutinho      |
| Raquel Reis         | Natasha       |
| Fábio Nassar        | Silva         |
| Maristela Chelala   | Maria Eulália |
| Hani Hallage        | Nelson        |

### Participações
- Dan Stulbach - Fernando
- Drica Moraes - Regiane
- Krissos Michellepis
- Maíra Chasseraux

## Episódios
| # (temporada) | Título                                    | Exibição original     | Audiência |
| --- | ----------------------------------------- | --------------------- | --------- |
| 1 | "Existe Vida Depois da Separação?"        | 4 de outubro de 2009  | 13 pontos |
| Norma vive um dilema: será que, passados nove meses da separação, ela já pode se envolver com outra pessoa? Norma acha cedo, além do mais se sente enferrujada no quesito sedução. Andrade (Augusto Madeira), um companheiro de trabalho, até tenta uma aproximação, mas ela não lhe dá chances. Um encontro casual com um ex-colega de faculdade, o galanteador Fernando (Dan Stulbach), no entanto, mexe com os seus sentimentos, e ela se enche de perguntas: será que ela deve se entregar a essa paixão? Como uma pessoa recém-separada retoma a vida amorosa? Como deve se vestir e se comportar em um primeiro encontro? |                                           |                       |           |
| 2 | "Homens de Avental, Mulheres de Terninho" | 11 de outubro de 2009 | 10 pontos |
| Dessa vez, Norma precisa aprender a ser chefe no trabalho e enfrentar seu ex-marido em casa ou, pelo menos, fazê-lo desempenhar alguma tarefa doméstica. |                                           |                       |           |
| 3 | "Ciúme"                                   | 18 de outubro de 2009 | 12 pontos |
| Norma tenta disfarçar, mas acaba se mordendo de ciúme ao ver Cláudio se derretendo por sua amiga Regiane (Drica Moraes). Norma tenta seguir os conselhos da plateia, mas acaba armando o maior barraco. |                                           |                       |           |

- Antes de ter a exibição suspensa, a série planejava exibir no dia 25 de outubro de 2009 o quarto episódio com o título "Relacionamento Virtual".[6]

## Produção
O ponto de partida de Norma foi o Blog da Denise, lançado pela Globo em 27 de julho de 2009. Na plataforma, Denise Fraga interagia com internautas oferecendo conteúdos e temas em troca de contribuições com vídeos, opiniões e sugestões para os roteiros do programa. Além dela, o diretor, Luiz Villaça, e os roteiristas, Maurício Arruda e Sergio Goldenberg, participavam de chats semanais sugerindo diálogos, cenas, comportamentos que eram lidos e depois compartilhados no blog. Em 28 de agosto, a equipe do programa se reuniu com blogueiros para conversar sobre o formato da atração. A série foi apresentada à imprensa no dia 29 de setembro de 2009, com a presença do elenco, o diretor Luiz Villaça e o roteirista Maurício Arruda.

## Exibição e audiência
Norma estreou no dia 4 de outubro de 2009, na faixa das 23h15, logo após o Fantástico. Segundo a Folha de S.Paulo, o programa deveria ir ao ar até o dia 20 de dezembro (totalizando 12 episódios), mas a atração foi finalizada no dia 18 de outubro, com 3 episódios exibidos. Em audiência, o programa registrou 13 pontos em sua estreia, caindo para 10 pontos na semana seguinte, com seu terceiro episódio registrando 12 pontos de média, sofrendo com a concorrência do Programa do Gugu, Programa Silvio Santos e Pânico na TV, que faziam a atração variar entre o terceiro e o quarto lugar no Ibope da Grande São Paulo. No dia 20 de outubro de 2009, a Globo envia comunicado informando que Norma havia sido suspensa da programação e que continuaria sendo produzida para voltar ao ar "em outro modelo de exibição".
Antes de sua estreia, o jornalista Daniel Castro, da coluna Outro Canal da Folha de S.Paulo, observou que a postagem de "maior sucesso" publicada no blog da atração tinha apenas 64 comentários.

## Recepção
Patrícia Kogut, em sua coluna para o jornal O Globo, fez uma crítica negativa para Norma após o primeiro episódio, considerando que o programa deveria "ir mais longe" na proposta de ser interativo, apresentado como "formato inovador" devido a sua conexão com o público num auditório e a internet. A jornalista menciona em seu texto o Sociedade Anônima (2001), programa de auditório semanal apresentado por Cazé Peçanha com proposta de interatividade semelhante à Norma, apontando que "naquela época sim, a dose de interatividade era inédita. Hoje, com o Twitter e a internet fervendo, é preciso ir muito mais longe. O resto é pretensão." Os temas do episódio também foram questionados na análise devido ao fraco apelo para gerar repercussão: "Debates como 'deve ou não usar sutiã com bojo', francamente, são capazes de apaixonar alguém?". Ela encerra a crítica dando um crédito positivo à Denise Fraga e Luiz Villaça devido ao formato ser uma "ideia em construção por natureza". Na semana em que foi ao ar o segundo episódio, Kogut deu uma "nota zero" para a série por considerar uma decepção, reforçando pontos de sua análise anterior: "A personagem central interpretada por Denise Fraga parece uma professorinha primária que infantiliza sua plateia. A interatividade, anunciada como um forte do programa, é muito limitada para os recursos que existem hoje".